# Little Women (1994)
Little Women is een Amerikaanse film uit 1994 onder regie van Gillian Armstrong. De film is gebaseerd op het gelijknamige boek van Louisa May Alcott.

## Verhaal
De film gaat over de zusters March, die bestaan uit de keurige Meg, de onbesuisde Jo, de ziekelijke Beth en egoïstische Amy. Ten tijde van de Amerikaanse Burgeroorlog groeien ze op in Concord, terwijl hun vader dienstdoet in het leger. Om naar afleiding te zoeken in deze nare periode treden de meiden op in toneelstukken die Jo heeft geschreven. Ze wonen samen met hun moeder Marmee naast de rijke meneer Laurence, wiens kleinzoon Laurie bij hem komt wonen en de harten van de meiden op hol doet jagen.
Beth is zelf dol op de oude meneer Laurence, die onder de indruk is van haar pianotalenten. Meg heeft zelf enkel oog voor John Brooke, de mentor van Laurie. Terwijl Marmee weg is om haar man te verzorgen, loopt Beth roodvonk op. Amy is hier ook kwetsbaar voor en wordt weggestuurd. Ze gaat logeren bij tante March. Meneer March bezoekt de familie vlak voor Kerstmis. Er gaan drie jaren voorbij. Meg en John zijn getrouwd en Beths gezondheid verslechtert met de dag.
Laurie studeert af en vraagt Jo ten huwelijk. Hij hoopt dat ze met hem mee naar Londen zal gaan om te trouwen, maar zij ziet hem meer als grotere broer en slaat zijn aanbod af. Ze is teleurgesteld als ze te horen krijgt dat de inmiddels 17-jarige Amy met tante March naar Europa zal gaan. Jo ging jaren leden namelijk veel met haar tante om in de hoop uitgenodigd te worden naar Europa te gaan, maar dit werd haar nooit gevraagd. Ze kan de jaloezie niet goed verwerken en reist naar New York om levenservaring op te doen en door te breken als schrijfster.
Eenmaal aangekomen wordt ze de protegé van de Duitse professor Friedrich Bhaer. Hij introduceert haar aan filosofie en de opera en stimuleert haar een andere richting te nemen dan het schrijven van melodrama's. Ondertussen wordt Amy met Laurie herenigd in Europa. Laurie is inmiddels een onverantwoordelijke man geworden en daarom wil Amy niets meer met hem te maken hebben. Hij vindt dit verschrikkelijk en gaat naar Londen om voor zijn grootvader te werken, om zijn leven te beteren.
Als ze krijgt te horen dat het desastreus gaat met Beth, keert Jo naar huis en schrijft haar levensverhaal om de tijd te doden. Meg bevalt van een tweeling en Amy schrijft haar familie om hen ervan te informeren dat tante March te ziek is om te reizen. Hierdoor is Amy niet in staat terug te keren naar huis. Laurie ontvangt een brief van Jo, die schrijft dat Beth inmiddels is overleden. Hij haalt onmiddellijk Amy op en keren als getrouwd stel terug naar Amerika. Vlak na tante March' dood trouwt Jo met professor Bhaer.

## Rolbezetting
| Acteur          | Personage                      |
| --------------- | ------------------------------ |
| Winona Ryder    | Jo March                       |
| Susan Sarandon  | Mevrouw Abigail "Marmee" March |
| Trini Alvarado  | Meg March                      |
| Samantha Mathis | Oudere Amy March               |
| Kirsten Dunst   | Jongere Amy March              |
| Claire Danes    | Beth March                     |
| Christian Bale  | Laurie                         |
| Gabriel Byrne   | Friedrich Bhaer                |
| Eric Stoltz     | John Brooke                    |
| John Neville    | Meneer Laurence                |
| Mary Wickes     | Tante March                    |

## Achtergrond
Het is de vijfde verfilming van het semi-autobiografische boek Onder moeders vleugels van Louisa May Alcott uit 1868. Christina Ricci deed auditie voor de rol die Kirsten Dunst uiteindelijk kreeg. De film werd overwegend positief ontvangen. Criticus Roger Ebert noemde het een 'verrassend scherpe en intelligente film'. Het werd genomineerd voor drie Oscars, maar won er geen.

## Prijzen en nominaties
| jaar | prijs               | categorie                         | genomineerde(n) | uitslag     |
| ---- | ------------------- | --------------------------------- | --------------- | ----------- |
| 1995 | BAFTA Awards        | Beste Kostuumontwerp              | Colleen Atwood  | Genomineerd |
| 1995 | Oscars              | Beste Actrice                     | Winona Ryder    | Genomineerd |
| 1995 | Oscars              | Beste Originele Muziek            | Thomas Newman   | Genomineerd |
| 1995 | Oscars              | Beste Kostuumontwerp              | Colleen Atwood  | Genomineerd |
| 1995 | Young Artist Awards | Beste Jonge Actrice in een Bijrol | Kirsten Dunst   | Gewonnen    |
| 1995 | Young Artist Awards | Beste Familiefilm - Drama         | Little Women    | Genomineerd |
| 1995 | Young Artist Awards | Beste Jonge Actrice in een Bijrol | Claire Danes    | Genomineerd |